# City (manga)
 (mars 2025).
La mise en forme du texte ne suit pas les recommandations de Wikipédia : il faut le « wikifier ».
Les points d'amélioration suivants sont les cas les plus fréquents. Le détail des points à revoir est peut-être précisé sur la page de discussion.
- Les titres sont pré-formatés par le logiciel. Ils ne sont ni en capitales, ni en gras.
- Le texte ne doit pas être écrit en capitales (les noms de famille non plus), ni en gras, ni en italique, ni en « petit »…
- Le gras n'est utilisé que pour surligner le titre de l'article dans l'introduction, une seule fois.
- L'italique est rarement utilisé : mots en langue étrangère, titres d'œuvres, noms de bateaux, etc.
- Les citations ne sont pas en italique mais en corps de texte normal. Elles sont entourées par des guillemets français : « et ».
- Les listes à puces sont à éviter, des paragraphes rédigés étant largement préférés. Les tableaux sont à réserver à la présentation de données structurées (résultats, etc.).
- Les appels de note de bas de page (petits chiffres en exposant, introduits par l'outil «  Source ») sont à placer entre la fin de phrase et le point final[comme ça].
- Les liens internes (vers d'autres articles de Wikipédia) sont à choisir avec parcimonie. Créez des liens vers des articles approfondissant le sujet. Les termes génériques sans rapport avec le sujet sont à éviter, ainsi que les répétitions de liens vers un même terme.
- Les liens externes sont à placer uniquement dans une section « Liens externes », à la fin de l'article. Ces liens sont à choisir avec parcimonie suivant les règles définies. Si un lien sert de source à l'article, son insertion dans le texte est à faire par les notes de bas de page.
- La présentation des références doit suivre les conventions bibliographiques. Il est recommandé d'utiliser les modèles {{Ouvrage}}, {{Chapitre}}, {{Article}}, {{Lien web}} et/ou {{Bibliographie}}. Le mode d'édition visuel peut mettre en forme automatiquement les références.
- Insérer une infobox (cadre d'informations à droite) n'est pas obligatoire pour parachever la mise en page.

Pour une aide détaillée, merci de consulter Aide:Wikification.
Si vous pensez que ces points ont été résolus, vous pouvez retirer ce bandeau et améliorer la mise en forme d'un autre article.
 (mars 2025).
Pour les articles homonymes, voir City.
City (stylisé en CITY) est un manga japonais écrit et illustré par Keiichi Arawi. Il a commencé sa sérialisation en septembre 2016 dans le magazine de seinen manga Morning de Kodansha. La série a été publiée en 13 volumes tankōbon. Une adaptation en série télévisée d'animation, intitulée City the Animation et produite par Kyoto Animation, est prévue pour juillet 2025,.

## Synopsis
L'histoire suit le quotidien mouvementé de Midori Nagumo, une étudiante sans le sou vivant dans une ville où l'ordinaire côtoie l'extraordinaire. Toujours à la recherche de solutions pour échapper au paiement de son loyer, elle élabore des stratagèmes improbables qui l'entraînent, ainsi que ses amis, dans des situations aussi absurdes que chaotiques.
Partagée entre petits boulots précaires et tentatives farfelues pour éviter sa propriétaire, Midori navigue au cœur d'une série d'aventures urbaines où la frontière entre travail et amusement devient floue.

## Personnages

### Trio Mont Blanc
- Midori Nagumo (南雲 美⿃, Nagumo Midori)

Voix japonaise : Mikako Komatsu, voix française : Aaricia Dubois
Étudiante en deuxième année à l'Université Mont Blanc, elle travaille comme serveuse au restaurant occidental de la famille Makabe.
- Ayumu Niikura (新倉, Niikura Ayumu)

Voix japonaise : Aki Toyosaki, voix française : Marie Braam
Étudiante en première année à la même université, elle rêve de devenir photographe.
- Wako Izumi (泉 わこ, Izumi Wako)

Voix japonaise : Yui Ishikawa, voix française : Marie Du Bled
Étudiante en deuxième année, elle a une personnalité tête en l'air et adore suivre Midori.

### Famille Makabe
- Tsurubishi Makabe (真壁 鶴菱, Makabe Tsurubishi)

Voix japonaise : Yoshihisa Kawahara
Chef et propriétaire du restaurant familial spécialisé dans la cuisine occidentale.
- Tatewaku Makabe (真壁 立涌, Makabe Tatewaku)

Voix japonaise : Miyu Irino
Élève de deuxième année au lycée et joueur remplaçant de son équipe de football.
- Matsuri Makabe (真壁 まつり, Makabe Matsuri)

Voix japonaise : Ayaka Nanase, voix française : Sofia Abouatmane
Collégienne et meilleure amie d'Ecchan.

### Famille Adatara
- Dr Adatara (安達太良博士, Adatara-hakase)

Patriarche et scientifique à la retraite.
- M. Adatara (安達太良父, Adatara-chichi)

Propriétaire du magasin d'alcool familial.
- Mme Adatara (安達太良母, Adatara-haha)

Femme de M. Adatara et mère de leurs cinq enfants.

## Média

### Manga
La série a été sérialisée dans le magazine Morning de Kodansha à partir du 29 septembre 2016. Elle est composée de 13 volumes.
| no | Japonais          | Japonais          |
| no | Date de sortie    | ISBN              |
| -- | ----------------- | ----------------- |
| 1  | 23 mars 2017      | 978-4-06-388708-2 |
| 2  | 21 avril 2017     | 978-4-06-388719-8 |
| 3  | 22 septembre 2017 | 978-4-06-510229-9 |
| 4  | 23 mars 2018      | 978-4-06-511157-4 |
| 5  | 23 juillet 2018   | 978-4-06-512026-2 |
| 6  | 22 novembre 2018  | 978-4-06-513610-2 |
| 7  | 22 mars 2019      | 978-4-06-514954-6 |
| 8  | 23 juillet 2019   | 978-4-06-516295-8 |
| 9  | 21 novembre 2019  | 978-4-06-517782-2 |
| 10 | 23 mars 2020      | 978-4-06-518933-7 |
| 11 | 20 août 2020      | 978-4-06-520306-4 |
| 12 | 20 novembre 2020  | 978-4-06-520307-1 |
| 13 | 23 avril 2021     | 978-4-06-522116-7 |

### Anime
Une adaptation en série télévisée animée, intitulée City the Animation, a été annoncée le 21 septembre 2024. Elle sera produite par Kyoto Animation, marquant le premier anime original du studio en six ans.
La réalisation sera assurée par Taichi Ishidate, avec des designs de personnages et une direction de l'animation supervisés par Tamami Tokuyama, des designs de couleurs par Kana Miyata, une direction artistique par Shiori Yamazaki, une direction 3D par Tatsunori Kase et une direction sonore par Yōta Tsuruoka.
La série est prévue pour une première diffusion le 7 juillet 2025. Le thème d'ouverture est « Hello », interprété par Furui Riho, tandis que le thème de fin est « Lucky », interprété par TOMOO. Amazon Prime Video diffusera la série dans le monde entier.